# Chlorid hexaamminnikelnatý
Chlorid hexaamminnikelnatý je anorganická sloučenina se vzorcem [Ni(NH3)6]Cl2. Obsahuje hexaamminnikelnatý kation, složený z šesti amoniakových ligandů navázaných na nikelnatý kation.

## Vlastnosti a struktura
[Ni(NH3)6]2+ je, podobně jako další oktaedrické nikelnaté komplexy, paramagnetický; na každém Ni centru se nachází dva nepárové elektrony. Připravuje se reakcí vodného roztoku chloridu nikelnatého s amoniakem. Využití má jako zdroj nikelnatých iontů.